# Genie in a Bottle
«Genie in a Bottle» (с англ. — «Джин в бутылке») — первый сингл американской певицы Кристины Агилеры из её дебютного студийного альбома Christina Aguilera (1999). Сингл «Genie in a Bottle» был выпущен в мае 1999 года и поднялся до первого места в Billboard Hot 100. Продержавшись на вершине 5 недель, «Genie in a Bottle» стал первым синглом номер 1 в репертуаре Агилеры. Сингл также стал первым в Великобритании. Песня была номинирована на премию «Грэмми» в номинации «Лучший женский поп-вокал».

## История
После сообщения о том, что в эфир выходит последний сезон шоу «Клуб Микки Мауса», Агилера решила выпустить свой дебютный студийный альбом в выпускном классе средней школы. Она начала записываться с продюсерами Робертсом Аллекой и Майклом Брауном, но была недовольна темпами развития своей карьеры. Она отправилась в Японию. Находясь там, пара предложила ей возможность сотрудничать с японской поп-звездой Кэйдзо Наканиси над треком «All I Wanna Do» (1994), хотя проект не смог добиться коммерческого успеха. По мере того, как ее международные успехи расширялись, Агилера привлекла внимание будущего менеджера Стива Курца; ранее у нее было устное соглашение с Рут Иннисс, которое впоследствии так и не было оформлено официально. Курц потратил большую часть своего времени на то, чтобы найти Агилере контракт на запись, отправив демо-версии в несколько компаний. Как только начались контакты с RCA Records, ей предложили записать сингл «Reflection» для диснеевского фильма «Мулан». Его успех принес ей контракт на запись нескольких альбомов. Финансовое состояние RCA в то время не позволяло им конкурировать с крупными лейблами. В попытке побудить Агилеру подписать с ними контракт и поддержать популярность «Reflection», они предложили ей записать и выпустить дебютный студийный альбом к январю 1999 года.

## Запись
Исполнительный директор EMI Карла Ондрасик представила двух своих самых выдающихся авторов песен, Дэвида Фрэнка и Стива Кипнера. Они начали работать вместе, а позже к ним присоединилась Памела Шейн. Вечером перед их встречей по написанию песен Фрэнк проснулся с идеей песни, которая состояла из цикла восьми тактов. Во время прослушивания мелодии Шейн пропела строчку If you want to be with me, которая понравилась Фрэнку. Они продолжили придумывать текст и решили, что вокалисткой должна быть женщина. В этот момент Фрэнк порекомендовал Агилере записать эту песню.
Первоначально песня называлась «If you want to be with me», но менеджмент Агилеры предложил назвать ее «Genie in a Bottle». Такое название было придумано для того, чтобы продвигать арабскую тему, которая, по мнению лейбла, прекрасно бы сочеталась с продажами украшений из бисера и одеждой. До того, как Агилера записала трек, он вызвал большой интерес у авторов перспективной женской группы Innosense, которые считали, что у группы больше шансов сделать песню хитом. Но исполнительный директор RCA Records Рон Фэйр настоял на записи трека Агилерой и после того, как она закончила запись все убедились, что она была подходящей исполнительницей .

## Клип
Музыкальное видео, сопровождающее трек, было снято Дайаной Мартел в апреле 1999 года. Ранее она работала над клипом Мэрайи Кэри «Dreamlover». Видео было снято в Малибу на пляже у деревянного пляжного домика. Клип получил интенсивную ротацию на VH1 и занял первое место в чарте самых популярных видео MTV.

## Наследие
«Genie in a Bottle» считается одной из фирменных песен Агилеры. Эта песня принесла ей массовый успех и авторитет среди музыкальных критиков. Хиту также приписывают переосмысление звучания музыки конца 1990-х годов. Песня заняла пятое место в списке самых популярных летних песен 1990—х годов по версии журнала Rolling Stone и Billboard в июле 2020 года. Она также заняла 38-е место в списке «100 величайших песен 90-х годов VH1». В июле 2020 года цифровое издание The Pudding провело исследование самых знаковых песен 90-х и песен, которые наиболее известны миллениалам и людям поколения Z. «Genie in a Bottle» стала двадцатой песней с самым высоким показателем узнаваемости.
Песня прозвучала в таких сериалах, как «Беверли-Хиллз, 90210» и «Новенькая».

## Трек-лист
US CD and cassette single
1. «Genie in a Bottle» — 3:36
2. «Blessed» — 3:06

German maxi single
1. «Genie in a Bottle» — 3:36
2. «We’re a Miracle» — 4:09
3. «Don’t Make Me Love You» — 4:15

## Чарты
| Чарт(1999)                                           | Высшая позиция |
| ---------------------------------------------------- | -------------- |
| Австралия (ARIA)                                     | 2              |
| Австрия (Ö3 Austria Top 40)                          | 1              |
| Бельгия/Фландрия (Ultratop 50)                       | 1              |
| Бельгия/Валлония (Ultratop 50)                       | 3              |
| Канада (RPM Top Singles)                             | 2              |
| Канада (RPM Adult Contemporary)                      | 1              |
| Канада (RPM Dance/Urban)                             | 5              |
| Croatia (HRT)                                        | 10             |
| Denmark (Tracklisten)                                | 1              |
| El Salvador (El Siglo de Torreón)                    | 2              |
| Europe (Eurochart Hot 100)                           | 1              |
| Финляндия (Suomen virallinen lista)                  | 6              |
| Франция (SNEP)                                       | 3              |
| Германия (GfK)                                       | 2              |
| Greece (IFPI)                                        | 4              |
| Hungary (Mahasz)                                     | 5              |
| Iceland (Íslenski Listinn Topp 40)                   | 16             |
| Ireland (IRMA)                                       | 2              |
| Italy (FIMI)                                         | 1              |
| Нидерланды (Dutch Top 40)                            | 3              |
| Нидерланды (Single Top 100)                          | 3              |
| Новая Зеландия (Recorded Music NZ)                   | 2              |
| Норвегия (VG-lista)                                  | 1              |
| Poland (30 Ton)                                      | 11             |
| Шотландия (OCC Scotland)                             | 4              |
| Испания (PROMUSICAE)                                 | 1              |
| Швеция (Sverigetopplistan)                           | 5              |
| Швейцария (Schweizer Hitparade)                      | 2              |
| Великобритания (OCC UK Singles)                      | 1              |
| США (Billboard Hot 100)                              | 1              |
| США (Billboard Adult Pop Airplay)                    | 31             |
| США (Billboard Hot Latin Songs) · "Genio Atrapado"   | 13             |
| США (Billboard Latin Pop Airplay) · "Genio Atrapado" | 13             |
| США (Billboard Pop Airplay)                          | 1              |
| США (Billboard Rhythmic)                             | 1              |
| US Tropical Airplay (Billboard)                      | 7              |

| Chart (2003)                    | Peak position |
| ------------------------------- | ------------- |
| Шотландия (OCC Scotland)        | 2             |
| Великобритания (OCC UK Singles) | 10            |

| Чарт(2017)                             | Высшая позиция |
| -------------------------------------- | -------------- |
| США (Billboard Bubbling Under Hot 100) | 11             |

| Чарт(1999)                           | Позиция |
| ------------------------------------ | ------- |
| Australia (ARIA)                     | 10      |
| Austria (Ö3 Austria Top 40)          | 9       |
| Belgium (Ultratop 50 Flanders)       | 23      |
| Belgium (Ultratop 50 Wallonia)       | 32      |
| Canada Top Singles (RPM)             | 12      |
| Canada Adult Contemporary (RPM)      | 34      |
| Canada Dance/Urban (RPM)             | 34      |
| European Hot 100 Singles (Billboard) | 5       |
| France (SNEP)                        | 29      |
| Germany (Official German Charts)     | 7       |
| Netherlands (Dutch Top 40)           | 10      |
| Netherlands (Single Top 100)         | 35      |
| New Zealand (Recorded Music NZ)      | 3       |
| Romania (Romanian Top 100)           | 11      |
| Spain (PROMUSICAE)                   | 7       |
| Sweden (Sverigetopplistan)           | 39      |
| Switzerland (Schweizer Hitparade)    | 10      |
| UK Singles (OCC)                     | 13      |
| US Billboard Hot 100                 | 7       |
| US Mainstream Top 40 (Billboard)     | 5       |
| US Rhythmic (Billboard)              | 5       |

| Чарт(1990—1999)      | Позиция |
| -------------------- | ------- |
| US Billboard Hot 100 | 43      |

| Чарт                          | Позиция |
| ----------------------------- | ------- |
| Poland (Radio Złote Przeboje) | 3       |
| US Billboard Hot 100          | 557     |

## Сертификации
| Регион | Сертификация  | Продажи   |
| --- | ------------- | --------- |
| Австралия (ARIA) | Платиновый    | 70 000^   |
| Австрия (IFPI Austria) | Золотой       | 25 000*   |
| Бельгия (BEA) | Платиновый    | 50 000*   |
| Канада (Music Canada) | Платиновый    | 80 000    |
| Франция (SNEP) | Золотой       | 300,000   |
| Германия (BVMI) | Платиновый    | 500 000^  |
| Новая Зеландия (RMNZ) | Платиновый    | 10 000*   |
| Швеция (GLF) | Платиновый    | 30 000^   |
| Швейцария (IFPI Switzerland) | Золотой       | 25 000^   |
| Великобритания (BPI) | 2× Платиновый | 1 200 000 |
| США (RIAA) | 2× Платиновый | 2 000 000 |
| * Данные о продажах приведены только на основе сертификации. · ^ Данные о тиражах приведены только на основе сертификации. · Данные о продажах + прослушиваниях приведены только на основе сертификации. |               |           |